# Ollie Le Roux
Pour les articles homonymes, voir Le Roux et Ollie (homonymie).
Pas d'image ? Cliquez ici

a Compétitions nationales et continentales officielles uniquement.

b Matchs officiels uniquement.
Dernière mise à jour le 9 novembre 2021.
André-Henri (Ollie) Le Roux, né le 10 mai 1973 à Fort Beaufort (Afrique du Sud), est un joueur de rugby à XV sud-africain évoluant au poste de pilier. Il a joué avec l'équipe d'Afrique du Sud de 1994 à 2002 (54 sélections).

## Carrière
Il a effectué son premier test match avec les Springboks en juin 1994 à l’occasion d’un match contre l'équipe d'Angleterre. Son dernier test match a été effectué en août 2002 contre les Wallabies.
Il disputé la Coupe du monde 1999 (une fois titulaire, cinq fois remplaçant) et a remporté la petite finale (troisième).

## Palmarès

### En club
- 90 matchs de Super 12/14 avec les Cheetahs (20), Cats (3), Sharks (67)

### En équipe nationale
- Troisième de la coupe du monde 1999
- Sélections : 54